# Okręg wyborczy Heywood and Radcliffe
Okręg wyborczy Heywood and Radcliffe powstał w 1918 r. i wysyłał do brytyjskiej Izby Gmin jednego deputowanego. Okręg obejmował miasta Heywood i Radcliffe w południowym Lancashire. Został zniesiony w 1950 r.

## Deputowani do brytyjskiej Izby Gmin z okręgu Heywood and Radcliffe
- 1918–1921: Albert Illingworth, Partia Liberalna
- 1921–1923: Walter Halls, Partia Pracy
- 1923–1931: Abraham England, Partia Liberalna
- 1931–1935: Joseph Jackson, Partia Konserwatywna
- 1935–1940: Richard Porritt, Partia Konserwatywna
- 1940–1945: James Wootton-Davies, Partia Konserwatywna
- 1945–1946: John Whittaker, Partia Pracy
- 1946–1950: Anthony Greenwood, Partia Pracy